# Prunus cocomilia
Espèce
Classification phylogénétique
Statut de conservation UICN

 LC  : Préoccupation mineure
Prunus cocomilia est une espèce de plantes à fleurs de la famille des Rosaceae. On le trouve en Europe de l'Est, en Italie et en Asie occidentale.
Il a été décrit aussi sous le nom de Prunus pseudoarmeniaca Heldr. & Sartori, 1856, le faux abricotier.

## Description
Prunus cocomilia est un arbuste à feuilles caduques, faiblement épineux, de 1,50 mètre à 5 mètres de hauteur.
La feuille obovale à elliptique est portée par un pétiole de 10-15 mm de long. Le limbe de 20-30 × 15-25 mm, aux bords crénelés, dentelés, porte une paire de grosses glandes à la base.
Les fleurs, une ou deux par bourgeon, font 20-30 mm de diamètre. L'hypanthium est en forme de coupe. Les pétales orbiculaires sont habituellement blancs, parfois roses.
La floraison se situe en avril.
La fleur produit une drupe de 2 cm de diamètre, globuleuse à ovale, jaune, violet orange ou noire. Elle est peu acide, comestible.

## Écologie
P. cocomilia pousse dans les forêts mixtes de feuillus, le bord des champs et les jardins.
Il est distribué dans toute la Turquie, l'Italie, l'ex-Yougoslavie, la Grèce, le Liban, la Palestine.